# Nový zemský dům
Nový zemský dům, někdy též uváděn jako Zemský dům II (Karel Kuča jej však uvádí jako Zemský dům III) se nachází v Brně na Žerotínově náměstí čo. 3, na jižním okraji čtvrti Veveří v městské části Brno-střed. Od roku 2000 zde sídlí Krajský úřad Jihomoravského kraje. Budova je od roku 2008 též sídlem Archivu Masarykovy univerzity.

## Historie

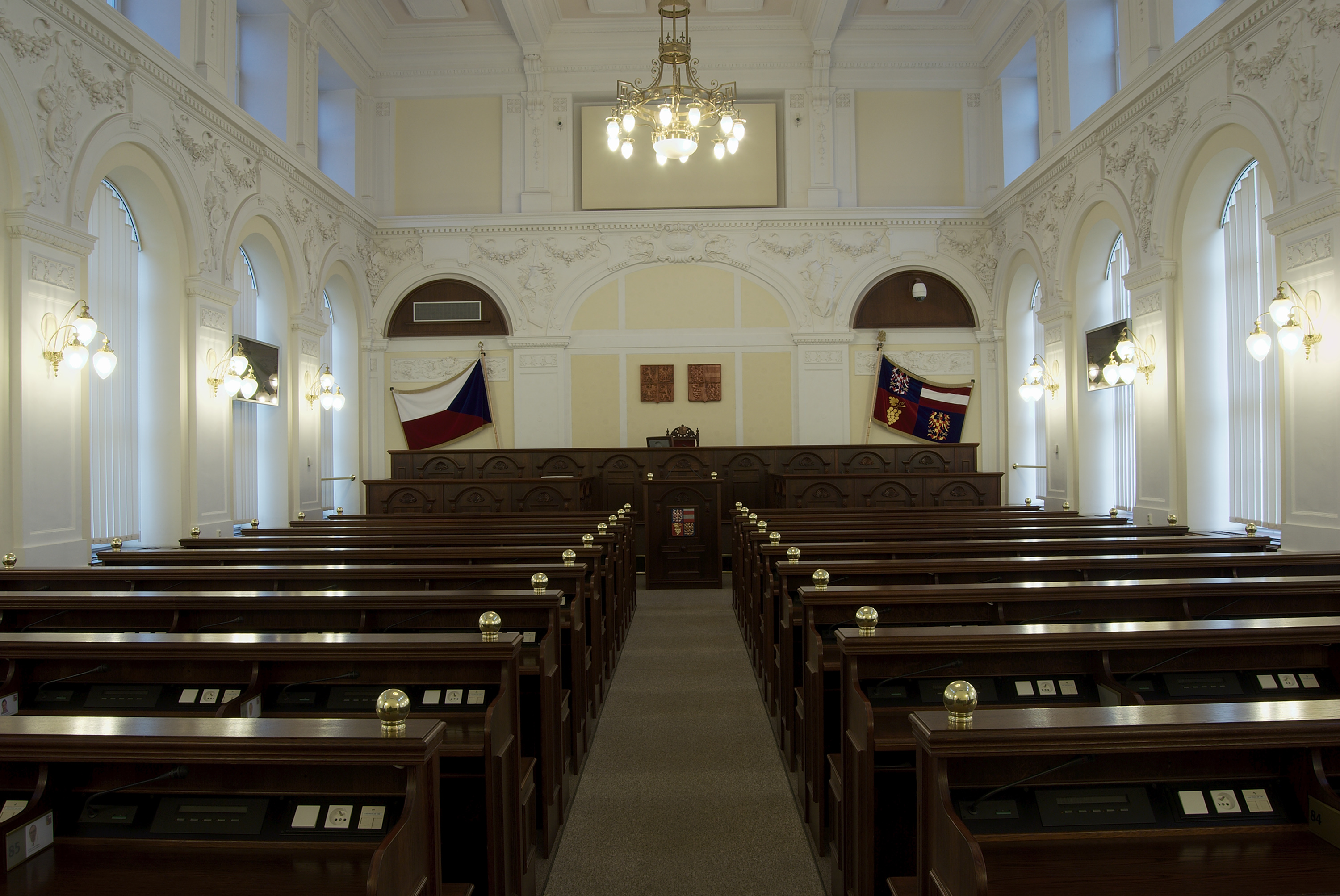
Zasedací síň krajského zastupitelstva

Na přelomu 19. a 20. století přestala budova moravské zemské sněmovny v Brně (dnešní sídlo Ústavního soudu na Joštově ul.) dostačovat svým účelům. Bylo proto rozhodnuto o výstavbě Nového zemského domu jako kancelářského zázemí na nároží tehdejšího Raduitova (dnešního Žerotínova) náměstí a ulice Veveří v tehdejší předměstské čtvrti Malá Nová Ulice. V sousedství byl v letech 1580–1785 městský hřbitov s kaplí Panny Marie Pomocné (v roce 1810 zrušena a 1836 zbořena). V 19. století docházelo k bourání městských hradeb a budova Nového zemského domu se stala součástí celého komplexu budov tzv. okružní třídy vystavěných na místě takto uvolněného prostoru (spolu s Besedním domem, Mahenovým divadlem, kostelem J. A. Komenského, Zemskou sněmovnou ad.).
Stavba Nového zemského domu proběhla v letech 1905–1907 podle návrhu architekta Ferdinanda Hracha, jednoho z nejvýznamnějších představitelů brněnského pozdního historismu. Od svého vzniku slouží nepřetržitě potřebám veřejné správy. V průběhu doby zde sídlilo detašované pracoviště Nejvyššího soudu, také katastrální úřad, finanční úřad, krajský národní výbor a detašovaná pracoviště ministerstev. Po krajských volbách v roce 2000 zde zahájil činnost Krajský úřad Jihomoravského kraje. Po celou dobu zde také sídlil Moravský zemský archiv, a to do roku 2008, kdy jej nahradil Archiv Masarykovy Univerzity v Brně.

## Architektura

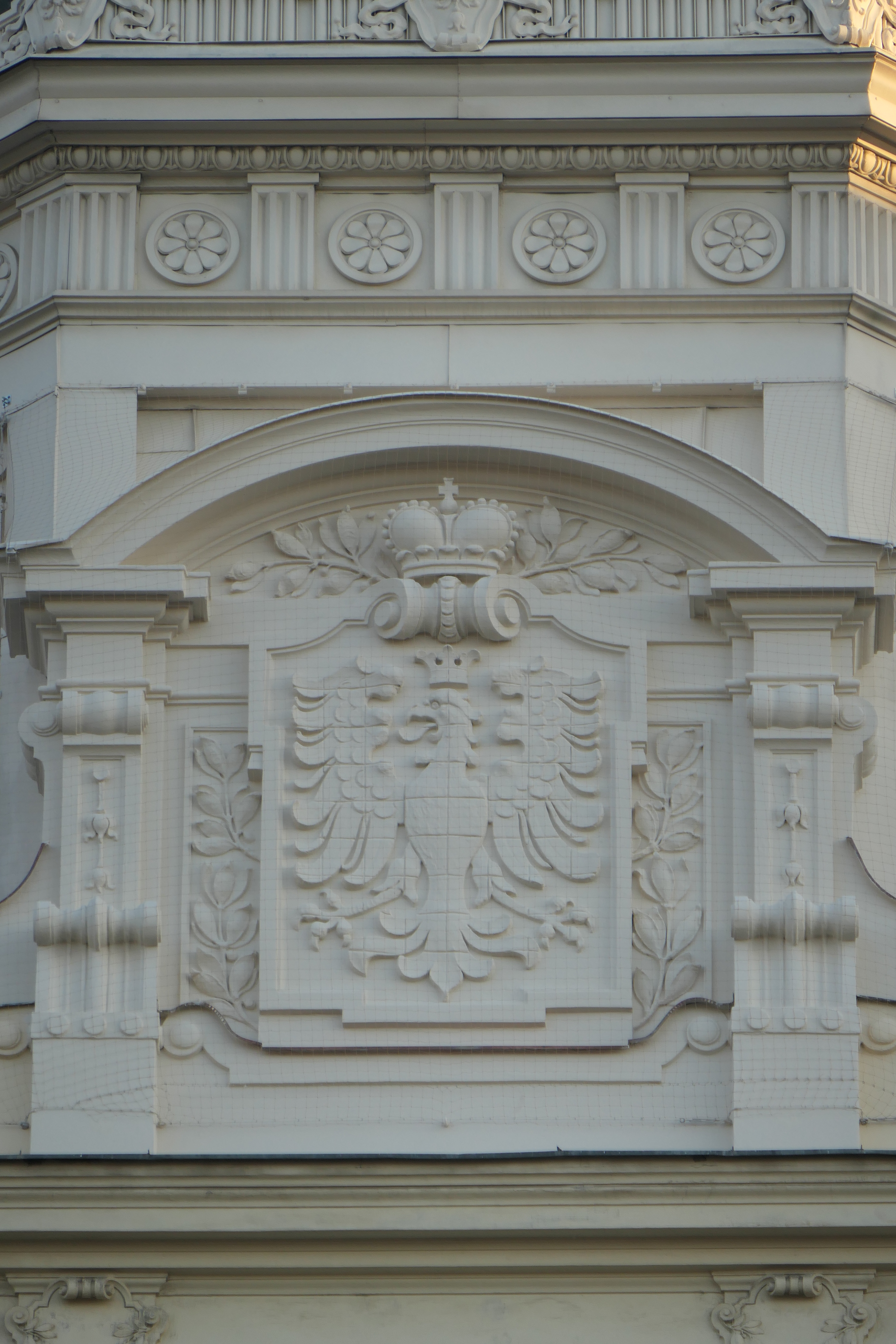
Nový zemský dům v Brně. Zemský znak na kopuli za ochrannou sítí

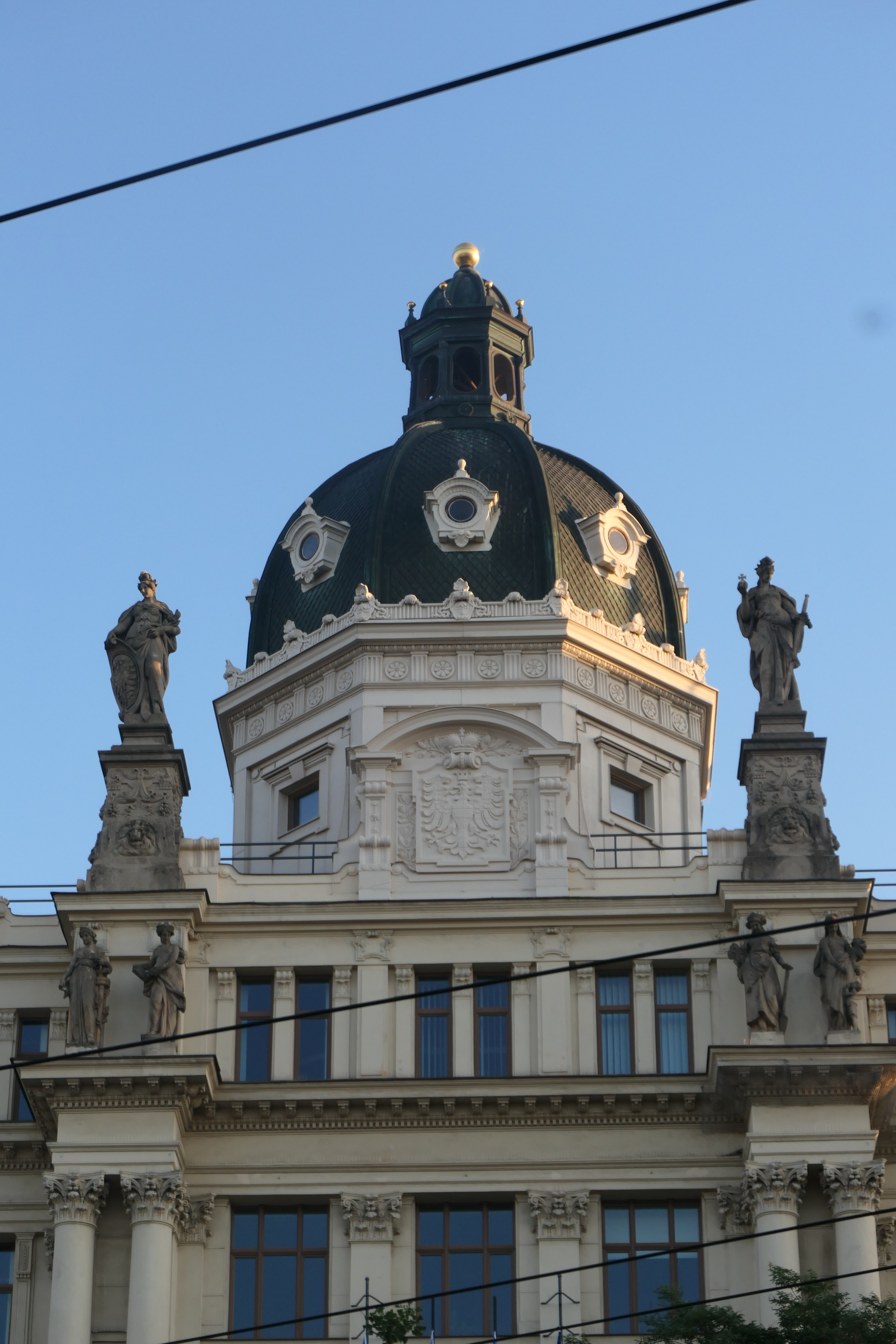
Průčelí s kupolí a sochami. Moravský znak na budově Krajského úřadu Jihomoravského kraje

Fasáda Nového zemského domu nese nejvýrazněji prvky neobarokního slohu, který byl za vlády císaře Františka Josefa I. velmi oblíben, protože připomínal pozdně barokní dobu 18. století, kdy rakouská monarchie dosahovala největšího mocenského rozmachu. Velkolepé průčelí budovy s působivou sochařskou výzdobou vrcholí majestátní kupolí, pod níž je vytesán moravský znak. Po jejích stranách stojí dvě alegorické ženské postavy: jedna se štítem a moravskou orlicí, druhá s mečem coby symbolem vládní a soudní moci. Pod římsou stojí další čtyři ženské alegorie symbolizující hospodářství. Pohledově je budova horizontálně rozdělena na spodní část do výše prvního patra, využívající mohutnou rustiku (obvodové zdivo z hrubě otesaných kvádrů), od druhého patra pak bez přechodu pokračuje značně odlišná fasáda. Rustiku nad vstupem a nad okny zvýšeného přízemí zdobí maskarony, dekorativní lidské obličeje.
Architekt Hrach na stavbě použil některé prvky, které se objevují i v dalších jeho dílech „okružní třídy“ (např. obdobně řešená okna): někdejším chemickém pavilonu na nároží Joštovy a Údolní, Škole uměleckých řemesel na Husově ulici či budově dnešní Fakulty sociálních studií Masarykovy univerzity na Joštově ulici.

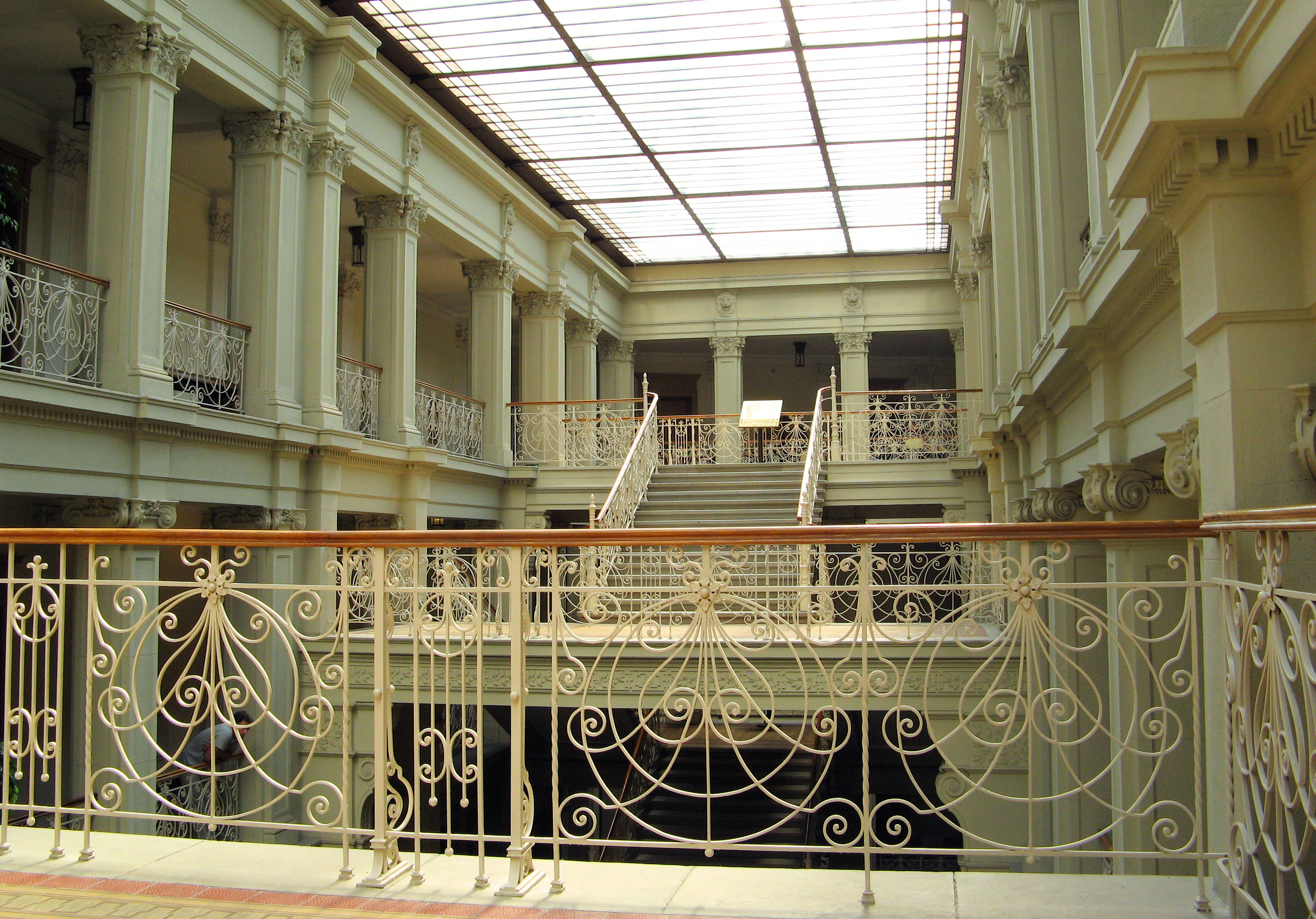
Schodiště s proskleným stropem

Interiéru budovy dominuje mohutné schodiště s proskleným stropem, po renesančním (a antickém) vzoru využívající v přízemí těžší architektonické prvky a směrem nahoru více odlehčené. Schodiště nesou mohutné karyatidy, ženské sochy plnící funkci podpůrných sloupů. V přízemí se objevují dórské sloupy a pilastry, v prvním a druhém patře pokračují méně hmotné sloupy a pilastry, ve třetím patře iónské a ve čtvrtém korintské. V kovové výplni zábradlí a v lustrech se pak již prosazuje nastupující secese. Ve vstupní hale i dnešní velké zasedací síni se opakují symboly moravské samosprávy z fasády (moravská orlice a reliéfy symbolizující moravské hospodářství).
Budova Nového zemského domu je památkově chráněným objektem.

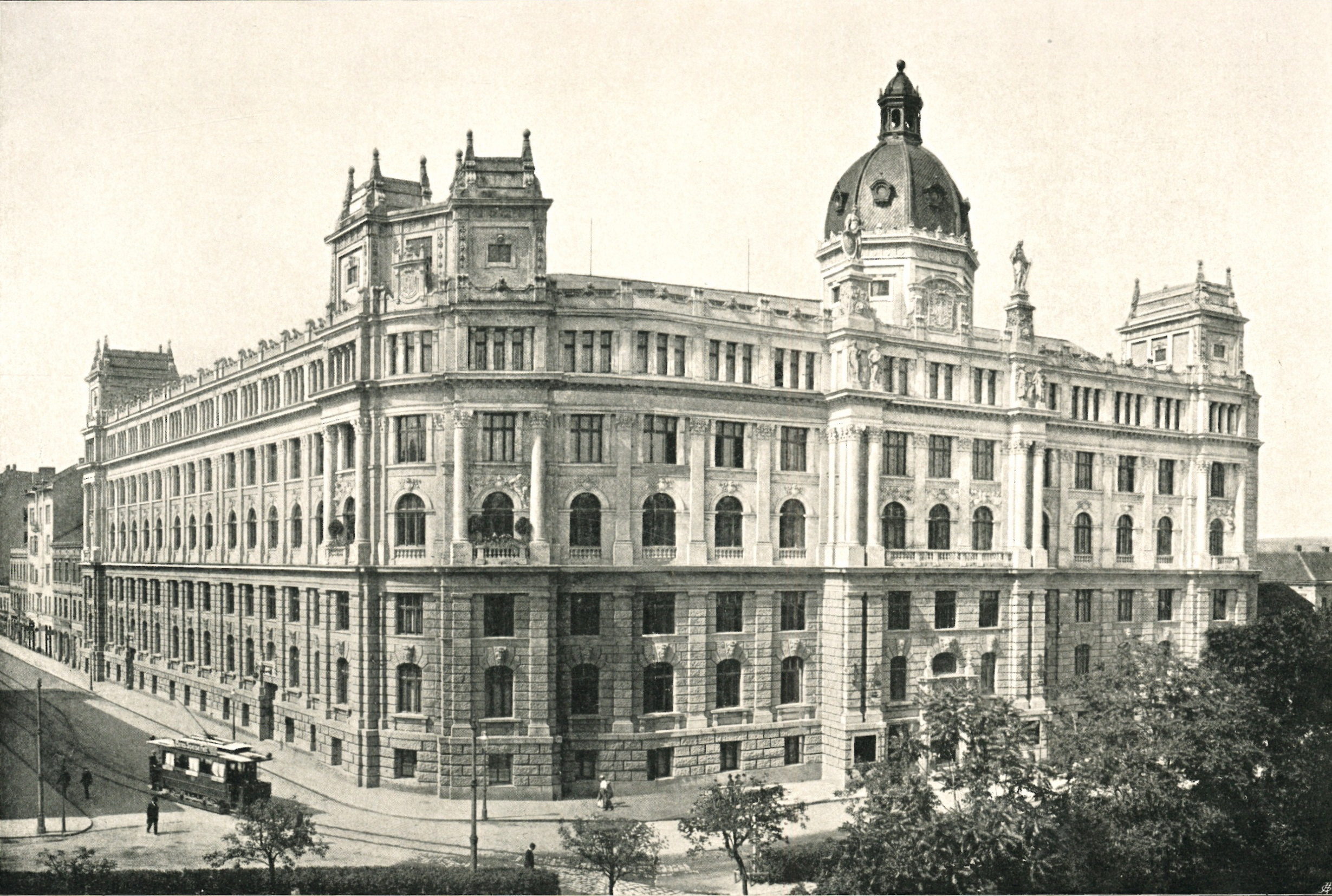
Nový zemský dům v roce 1908
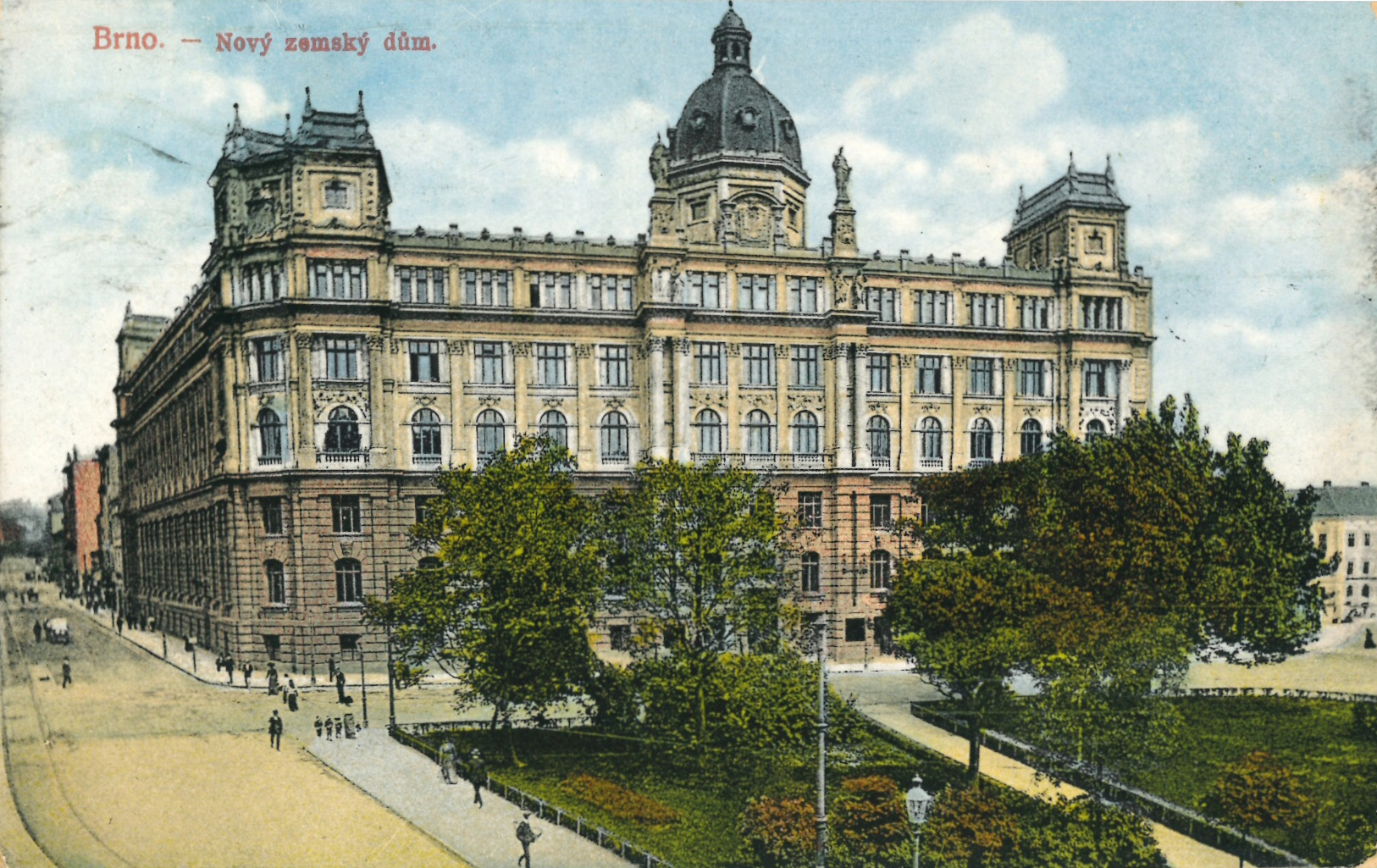
Zemský dům v Brně na Raduitově náměstí po roce 1908
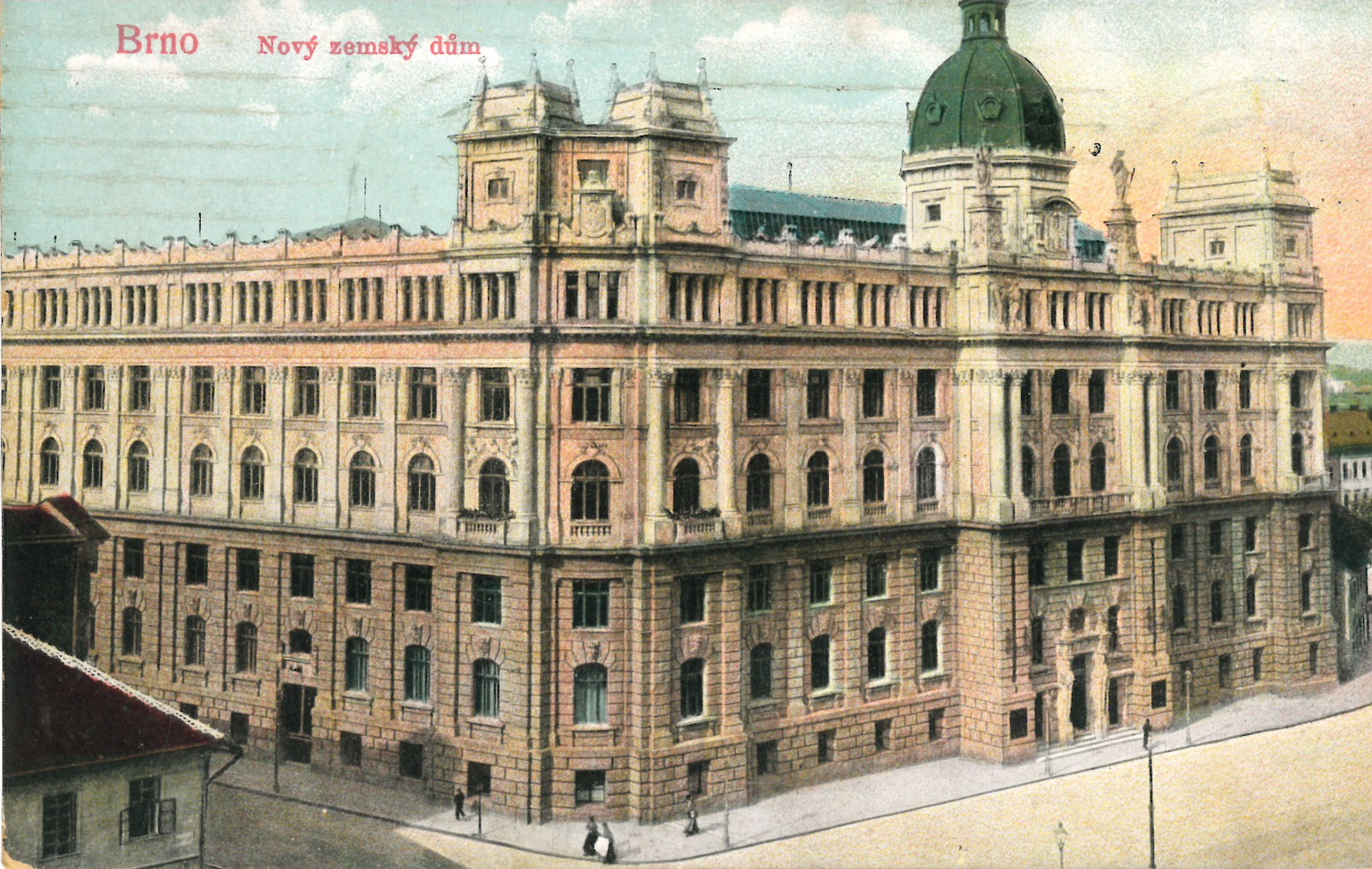
Zemský dům v Brně na Raduitově náměstí po roce 1908

## Budova ve filmu
Objekt několikrát využit jako lokace ve filmu, nejčastěji jako soudní budova (Anděl blažené smrti, Zrozen bez porodu) nebo banka (Četnické humoresky, 36. díl "Pojistka").